# Pseudaphanostoma psammophilum
Pseudaphanostoma psammophilum är en plattmaskart som beskrevs av Jürgen Dörjes 1968. Pseudaphanostoma psammophilum ingår i släktet Pseudaphanostoma och familjen Isodiametridae. Inga underarter finns listade i Catalogue of Life.